# Тоннельный (Ставропольский край)
Тонне́льный — посёлок в Кочубеевском районе (муниципальном округе) Ставропольского края России.

## География
В 16 км западнее посёлка находится гора-останец Баба.
Расстояние до краевого центра: 26 км.
Расстояние до районного центра: 28 км.

## История
На 1 марта 1966 года входил в состав Барсуковского сельсовета (с центром в станице Барсуковской):14.
На 1 января 1983 года — в составе Надзорненского сельсовета (с центром в селе Надзорном):30.
До 16 марта 2020 года посёлок входил в упразднённый Надзорненский сельсовет.

## Население
| 1989 | 2002 | 2010  | 2014  | 2021  |
| ---- | ---- | ----- | ----- | ----- |
| 1213 | ↘946 | ↗1380 | ↘1300 | ↘1046 |

По данным переписи 2002 года в национальной структуре населения преобладают русские (93 %).

## Инфраструктура
- Детский сад № 7
- Фельдшерско-акушерский пункт[13]
- Ставропольская краевая психиатрическая больница № 2[14]. Открыта в 1950 году[15].
- Психоневрологический интернат. Образован 25 марта 1953 года[16].
- Начата программа переселения семей из бараков 1937 года постройки[17].

## Русская православная церковь

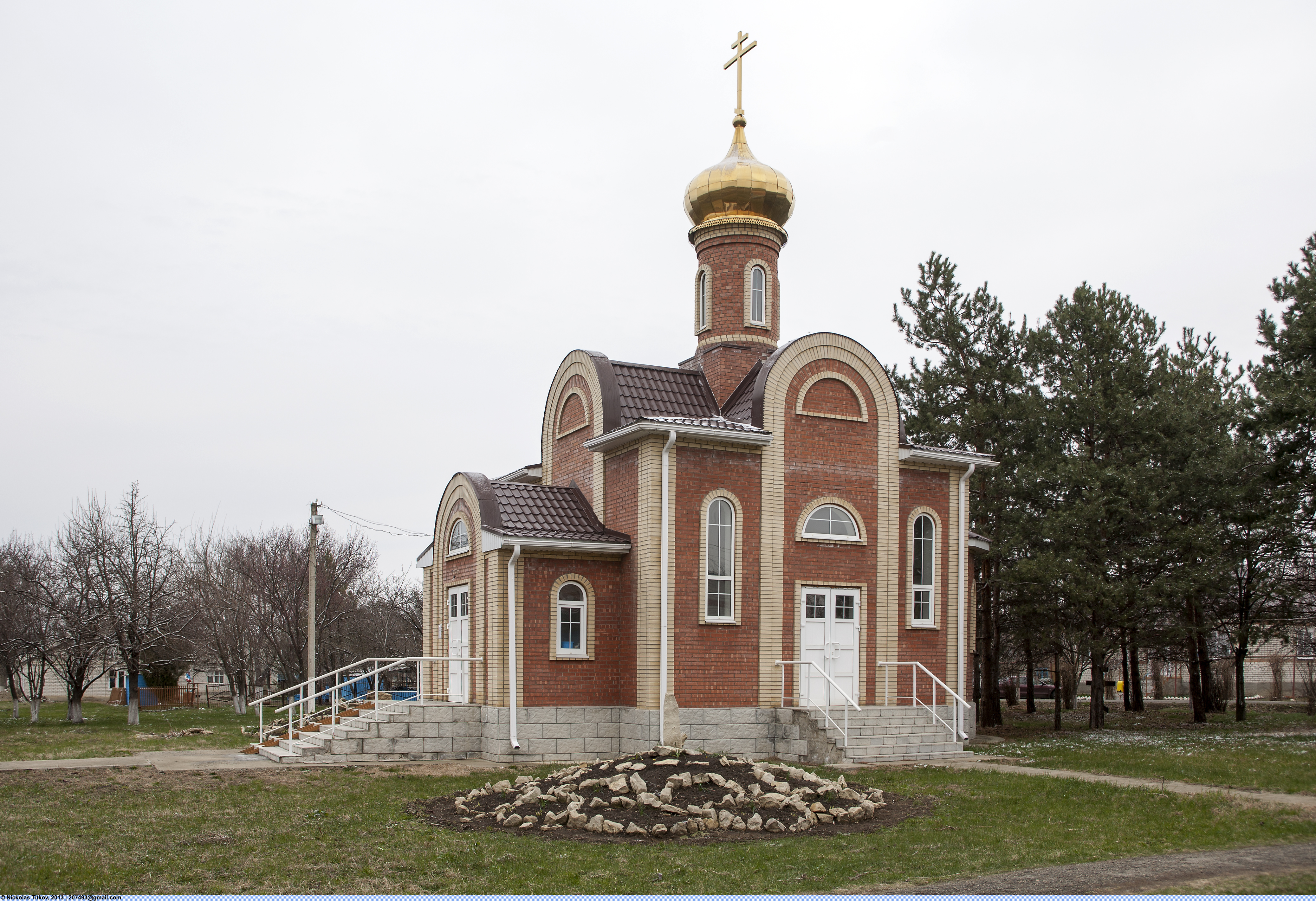
Церковь преподобного Василия Блаженного

Церковь преподобного Василия Блаженного. Расположена на территории краевой психиатрической больницы № 2. Представляет собой кирпичный одноглавый четверик с притвором.

## Археологические объекты
К северо-востоку от посёлка расположен курганный могильник Тоннельный 8. Состоит из одной насыпи, под которой было выявлено сильно разрушенное погребение.